# Filme radiográfico
O filme radiográfico compreende quatro componentes básicos:
1. Uma base plástica, feita de acetato de celulose claro e transparente que atua como um suporte para a emulsão, mas não influi na imagem final.
2. Uma fina camada de adesivo que fixa a emulsão na base.
3. A emulsão em ambos os lados da base está composta de cristas de halogenado de prata (geralmente brometo) envoltos em uma matriz de gelatina. Os fótons de raios X sensibilizam os cristais de halogenados de prata que são por eles atingidos; estes cristais sensibilizados serão posteriormente reduzidos à prata negra metálica visível no processamento.
4. Uma camada protetora de gelatina transparente para proteger a emulsão de acidentes mecânicos.